# Wegerichgewächse
Die Wegerichgewächse (Plantaginaceae), manchmal auch als Ehrenpreisgewächse (Veronicaceae) bezeichnet, sind eine Pflanzenfamilie in der Ordnung der Lippenblütlerartigen (Lamiales). Sie sind weltweit in allen Klimazonen vertreten.

## Beschreibung

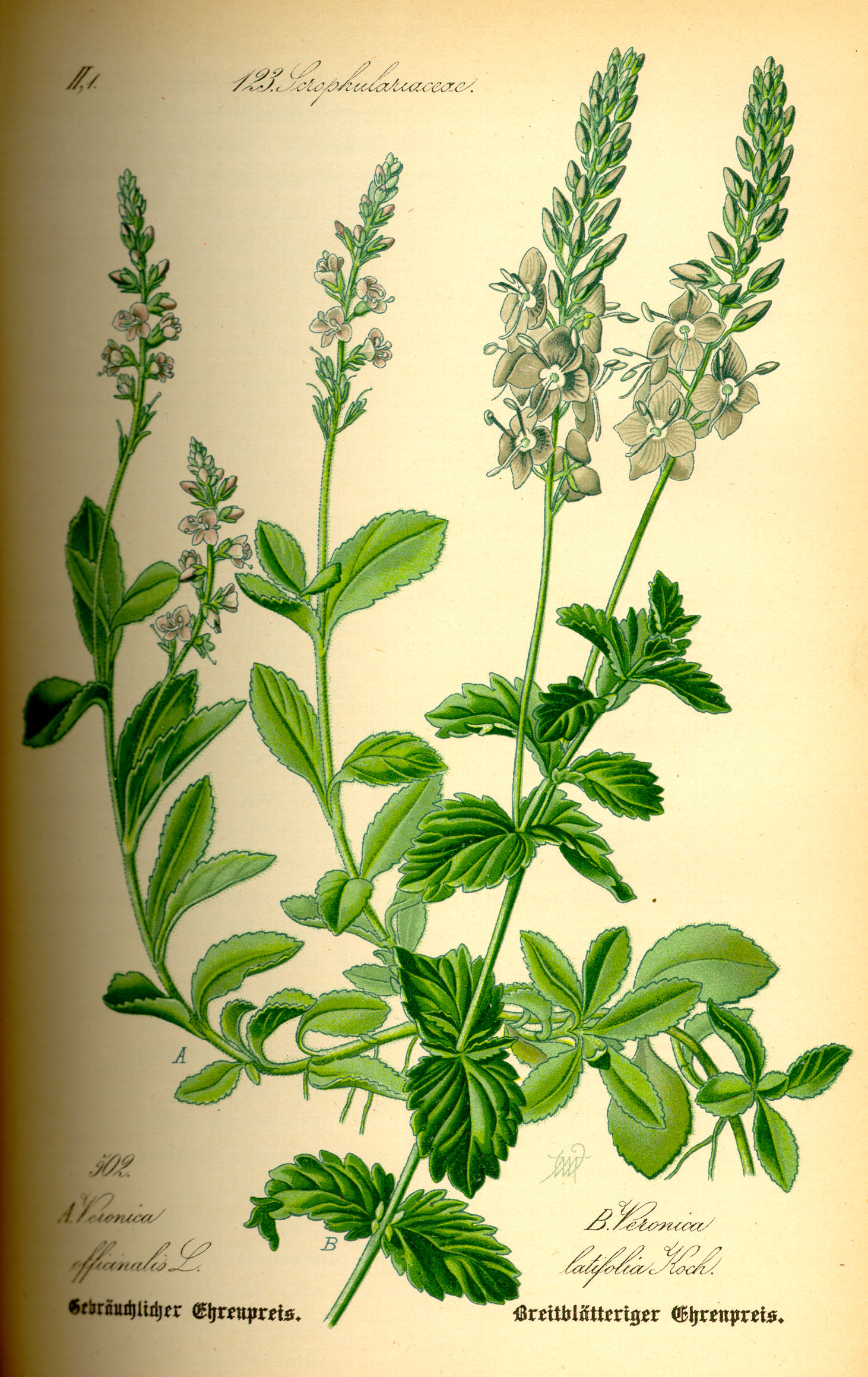
Illustration von Ehrenpreis (Veronica officinalis, links, und Veronica teucrium, rechts)

Die Familie Plantaginaceae s. l. ist morphologisch sehr heterogen.

### Vegetative Merkmale
Es sind meist einjährige oder ausdauernde krautige Pflanzen, selten sind es Sträucher (Veronica subg. Hebe, Aragoa). Einige Gattungen sind Wasserpflanzen (Hippuris, Callitriche). Parasiten oder Halbparasiten fehlen in dieser Familie.
Haare (Trichome) sind meist einfach, häufig drüsig, manchmal auch sternförmig. Das Fehlen vertikaler Gliederung in den Haaren wird als gemeinsames abgeleitetes Merkmal der Familie angesehen (Synapomorphie). Die Laubblätter stehen gegenständig, wechselständig oder schraubig, selten wirtelig. Bei den meisten Arten sind die Blattspreiten einfach, seltener zusammengesetzt; ganz bis fiederspaltig. Die Nervatur ist fiederig, bei Plantago jedoch vorwiegend parallel. Nebenblätter fehlen.

### Generative Merkmale
Die Blütenstände sind sehr vielfältig und umfassen sowohl offene als auch geschlossene Blütenstände; bei manchen Arten stehen die Blüten einzeln.
Die meist zwittrigen Blüten sind zygomorph und meist fünfzählig mit doppelter Blütenhülle. Einige Gattungen besitzen radiärsymmetrische Blüten (etwa Bacopa, Sibthorpia), bei anderen sind die Blüten reduziert (Callitriche). Als Ausnahmen sind Hippuris-Arten einhäusig getrenntgeschlechtig (monözisch), und einige Arten von Plantago und Veronica subg. Hebe sind zweihäusig getrenntgeschlechtig (diözisch) oder gynodiözisch.

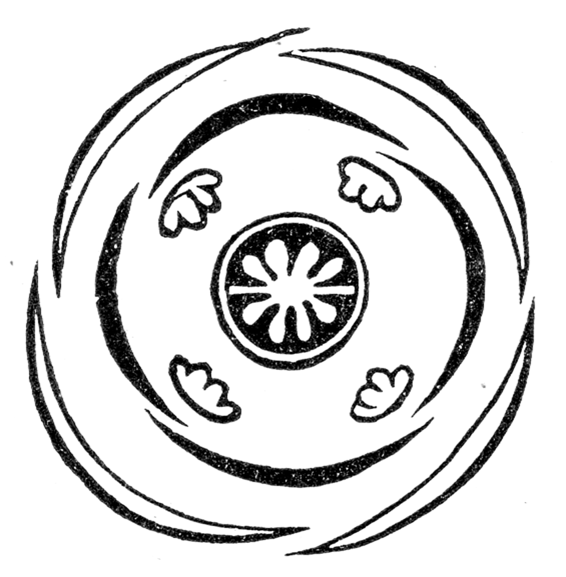
Blütendiagramm von Plantago major
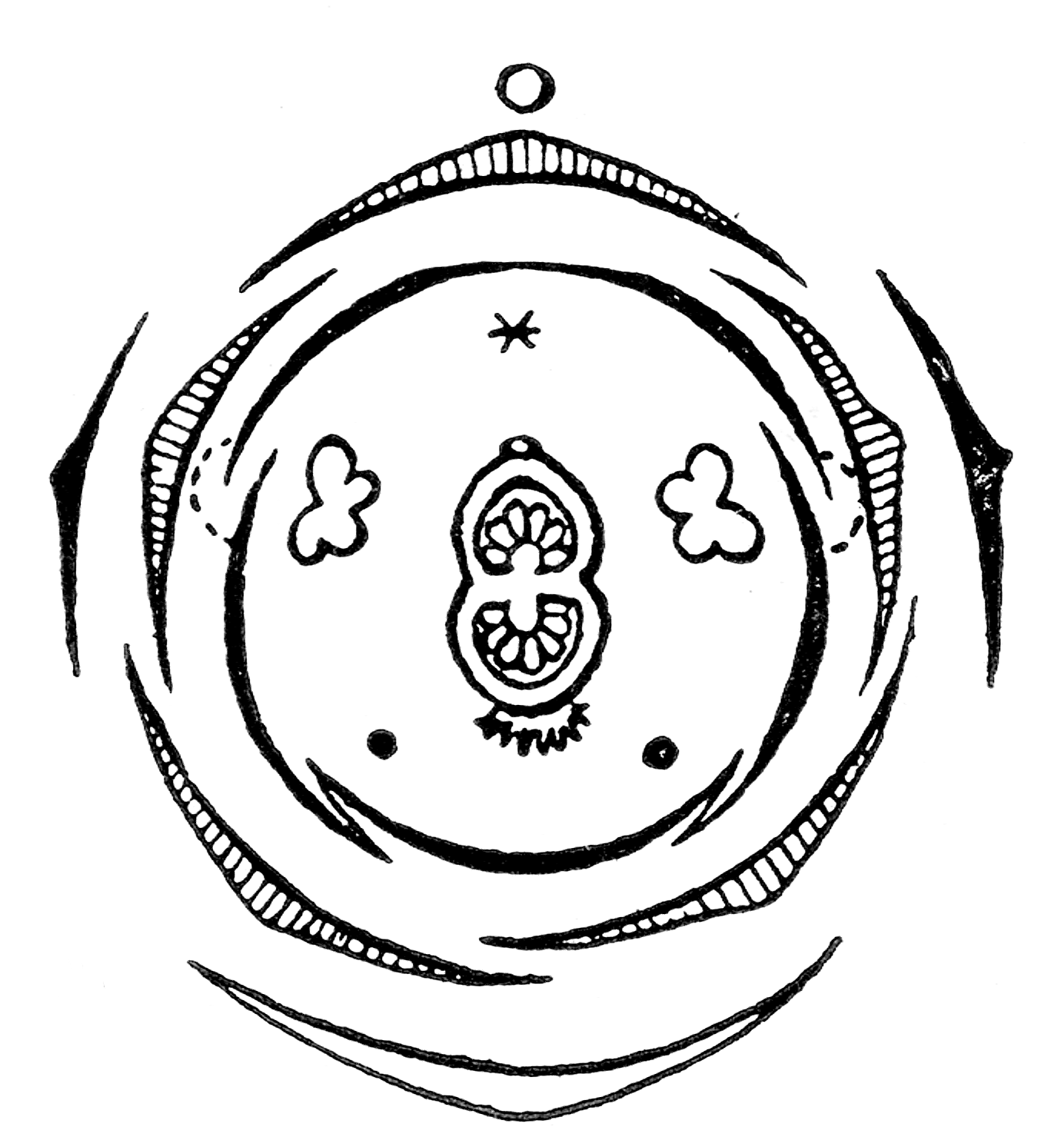
Blütendiagramm von Veronica

Es gibt meist fünf, manchmal vier Kelchblätter, die frei bis verwachsen sind. Es gibt meist fünf verwachsene Kronblätter, manchmal aufgrund der Verschmelzung der zwei oberen Kronlappen nur vier. Die Verschmelzung kann weitergehen zu nur zwei Lappen (Lagotis). Sibthorpia hingegen hat auch Kronlappen. Die Kronröhre kann entweder unauffällig sein oder sehr lang im Vergleich zu den Kronlappen. In einigen Veronica-Arten, die früher zu Besseya gestellt wurden, fehlt die Krone völlig. Die Blüten können bis mehrere Zentimeter groß werden und können durch Wind, Bienen, Fliegen oder Vögel bestäubt werden. Manche Blüten besitzen einen Nektar-Sporn, bei anderen verdeckt eine Ausstülpung der Unterlippe den Eingang (Maskenblume). Bei anderen ist der Eingang durch Haare verstellt.
Eine Nektarscheibe ist bei den meisten Gattungen vorhanden.
Das Androeceum bildet sich früh im Vergleich zur Kronröhre. Dies ist möglicherweise eine weitere Synapomorphie. Meist sind vier Staubblätter vorhanden, selten nur zwei oder eines (Hippuris, Callitriche). Ein fünftes Staubblatt ist manchmal reduziert als Staminodium vorhanden. Die Staubfäden sind mit der Kronröhre verbunden (adnat). Die Staubbeutel sind pfeilförmig, da die Pollensäcke unten auseinanderweichen. Der Pollen ist in der Regel tricolpat bis tricolporat und besitzt eine reticulate Exine.
Das Gynoeceum besteht aus zwei verwachsenen Fruchtblättern. Plantago subg. Littorella besitzt nur ein Fruchtblatt. Der Fruchtknoten ist oberständig und zeichnet sich durch zentralwinkelständige Plazentation mit großen, nicht unterteilten Plazenten aus. Die Samenanlagen sind zahlreich, seltener ist die Zahl bis auf eine pro Fach reduziert wie zum Beispiel bei Lagotis. Die Samenanlagen sind anatrop bis hemitrop, besitzen ein Integument und ein dünnwandiges Megasporangium. Es gibt einen Griffel mit einer zweilappigen oder kopfigen Narbe.
Die Kapselfrüchte sind meist septizid oder lokulizid, seltener porizid oder circumscissil und beinhalten einen bis viele Samen. Die eiförmigen Samen können geflügelt sein. Bei geflügelten Samen sind die Innenwände der Exotesta-Zellen verdickt.
Die Chromosomengrundzahl variiert zwischen x = 6 und x = 11.

### Inhaltsstoffe
Die sekundären Inhaltsstoffe sind vielfältig. Vorherrschend sind Iridoide. In manchen Gruppen fehlen sie und sind dann oft durch verschiedene Glykoside ersetzt (etwa bei Gratioleae, Sibthorpia, Ellisiophyllum, Digitalis). Die Antirrhineae sowie Monttea besitzen Antirrhinosid. Bacopa, Gratiola und Stemodia enthalten Di- und Triterpen-Glukoside. Die meisten Gattungen bilden im Zellkern amorphe oder globuläre Proteinkörper.

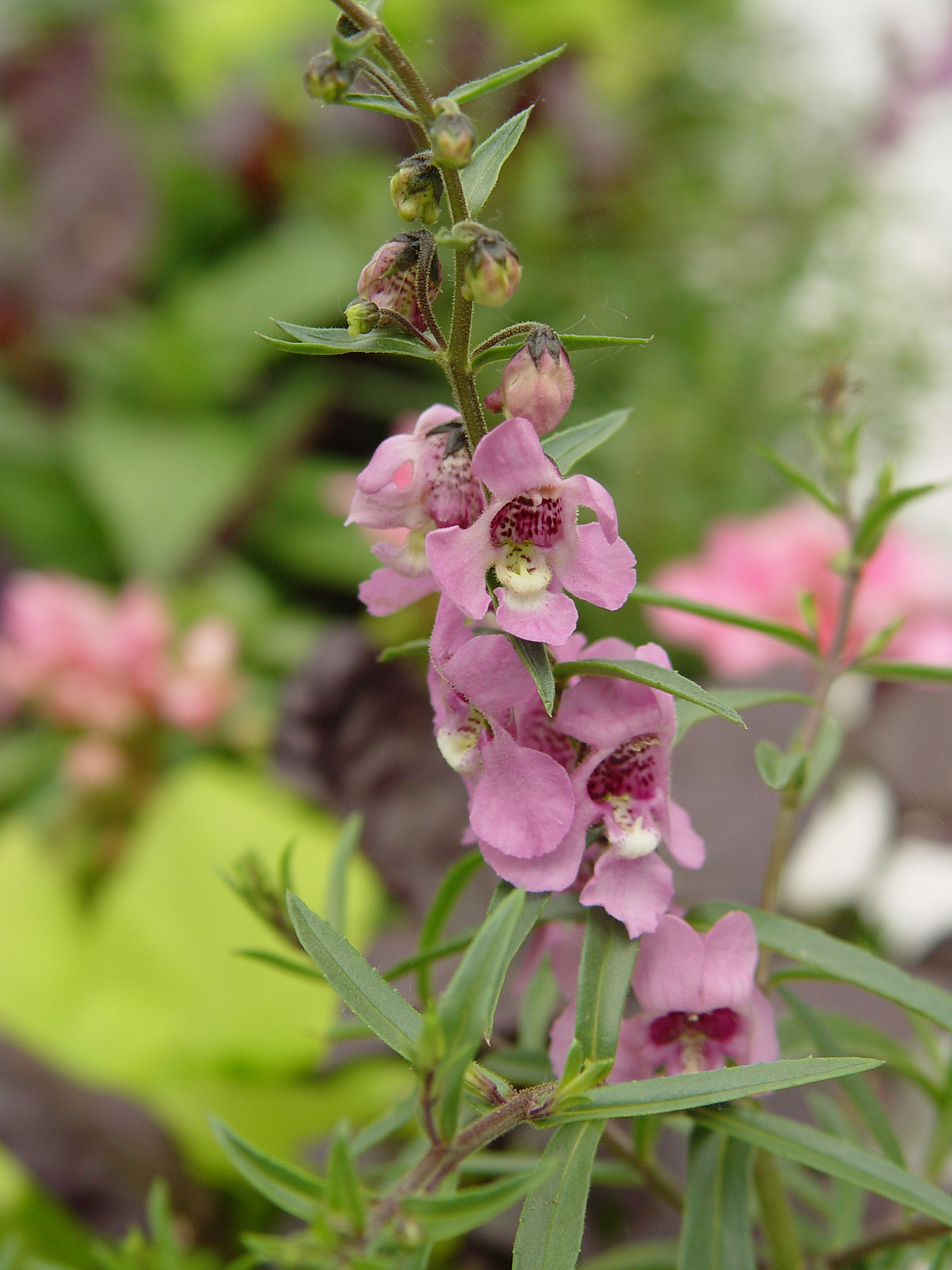
Tribus Angelonieae: Angelonia angustifolia

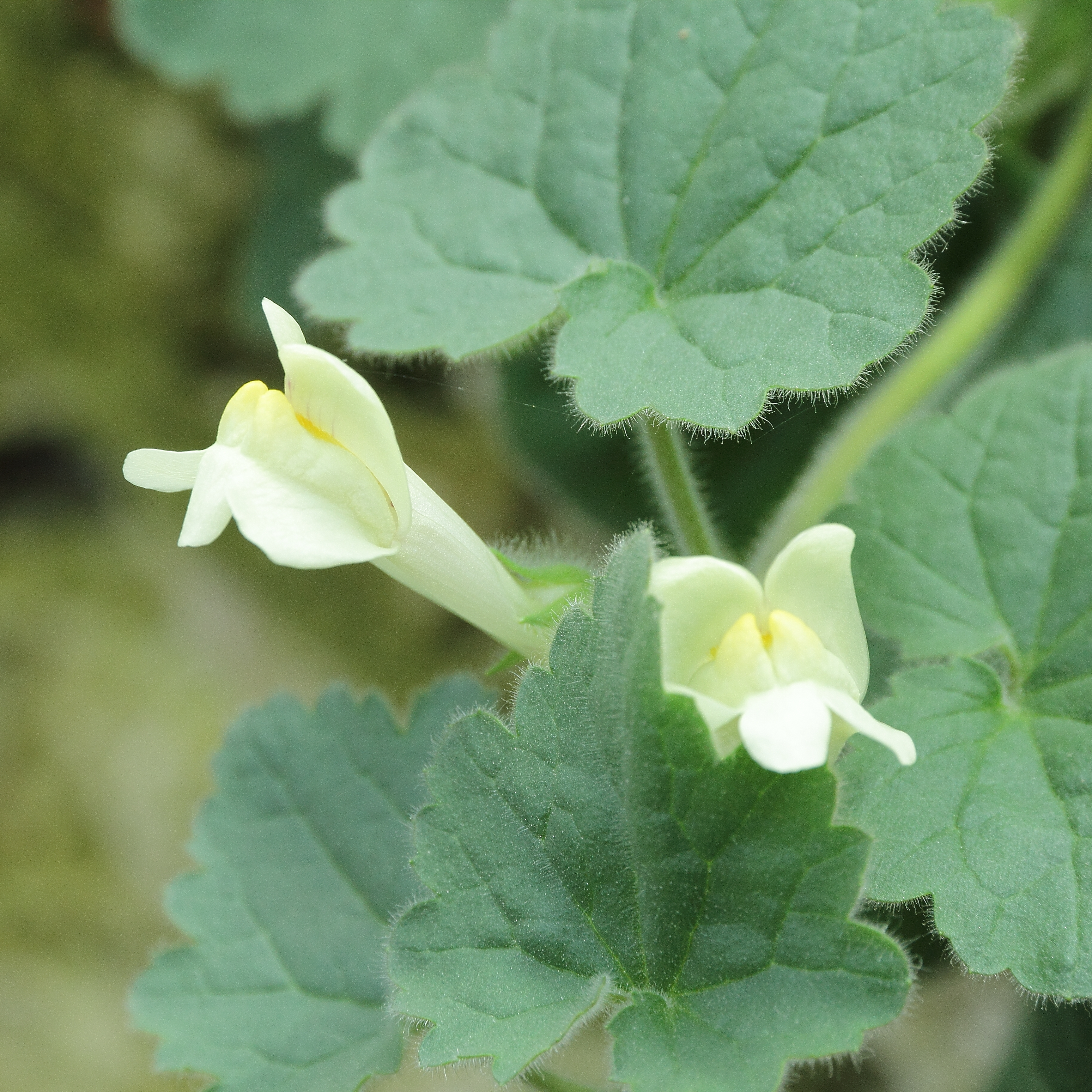
Tribus Antirrhineae: Asarina procumbens

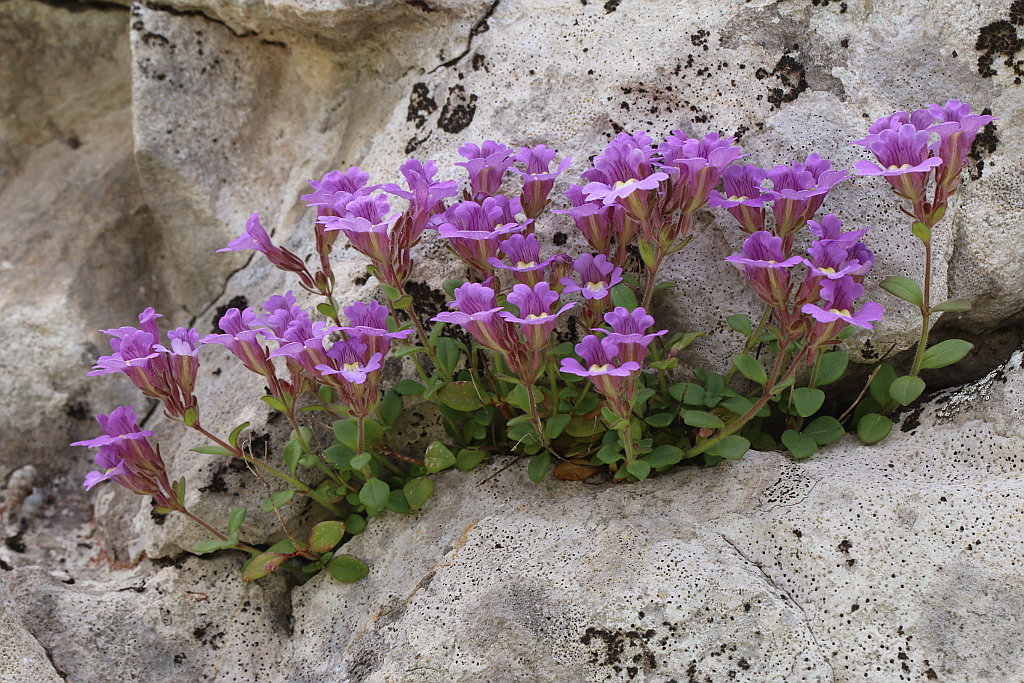
Tribus Antirrhineae: Chaenorrhinum origanifolium

## Systematik
Von den mitteleuropäischen Gattungen wurden traditionell nur Wegeriche (Plantago) und der Strandling (Littorella) zu den Wegerichgewächsen gestellt. Der größte Teil der anderen Gattungen und Arten wurde früher zu den Braunwurzgewächsen (Scrophulariaceae) gerechnet.
Phylogenetische Untersuchungen mit molekularbiologischen Methoden haben zu einer Aufteilung der Familie Scrophulariaceae und zu einer beträchtlichen Erweiterung der Plantaginaceae geführt. Die Familie Plantaginaceae umfasst zwölf Triben mit 92 Gattungen, die zusammen rund 2000 Arten umfassen. Die Gliederung folgt Albach et al. 2005. Der nomenklatorisch korrekte Name der Familie gemäß dem ICBN ist Plantaginaceae, 2008 wurde jedoch vorgeschlagen, stattdessen Veronicaceae als Nomen conservandum zu definieren, um die Familie im weiten Umfang wie hier beschrieben deutlich von den Plantaginaceae im engen Sinn, wie sie bis 1998 bestanden und wie sie von manchen Autoren, die die Plantaginaceae im hier dargestellten Umfang in mehrere Familien aufteilen, umschrieben werden, unterscheiden zu können.
Die Taxa der früheren Familien: Antirrhinaceae, Aragoaceae, Callitrichaceae, Chelonaceae, Digitalidaceae, Ellisiophyllaceae, Erinaceae, Linariaceae, Littorellaceae, Oxycladaceae, Psylliaceae, Scopariaceae, Sibthorpiaceae, Trapellaceae, Veronicaceae gehören heute zu dieser Familie.
Hier die zwölf Tribus der Plantaginaceae mit den enthaltenen Gattungen:
- Tribus Angelonieae Pennell: Sie enthält etwa sechs Gattungen:
  - Angelonia Humb. & Bonpl.: Die etwa 25 Arten sind in der Neotropis verbreitet.
  - Basistemon Turcz.: Die etwa sieben Arten sind in der Neotropis verbreitet.
  - Melosperma Benth.: Sie enthält nur eine Art:
    - Melosperma andicola Benth.: Sie kommt nur in Chile vor.

  - Monopera Barringer: Die etwa zwei Arten sind in Südamerika verbreitet.
  - Monttea Gay: Die etwa drei Arten kommen in Chile vor.
  - Ourisia Comm. ex Juss.: Die 26 bis 30 Arten sind in den Anden, in Neuseeland und Tasmanien verbreitet.

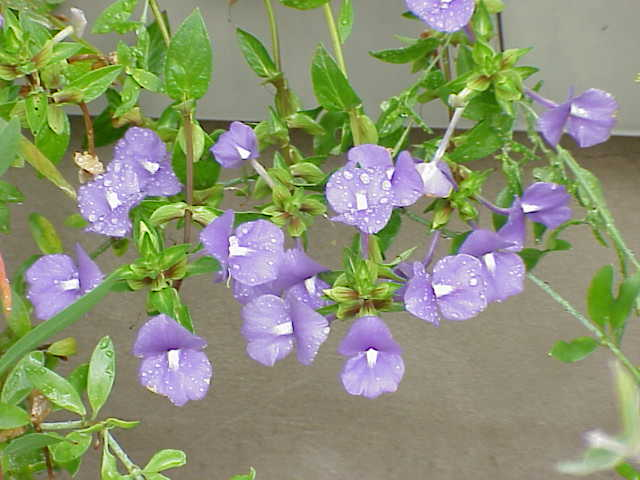
Tribus Antirrhineae: Gambelia speciosa

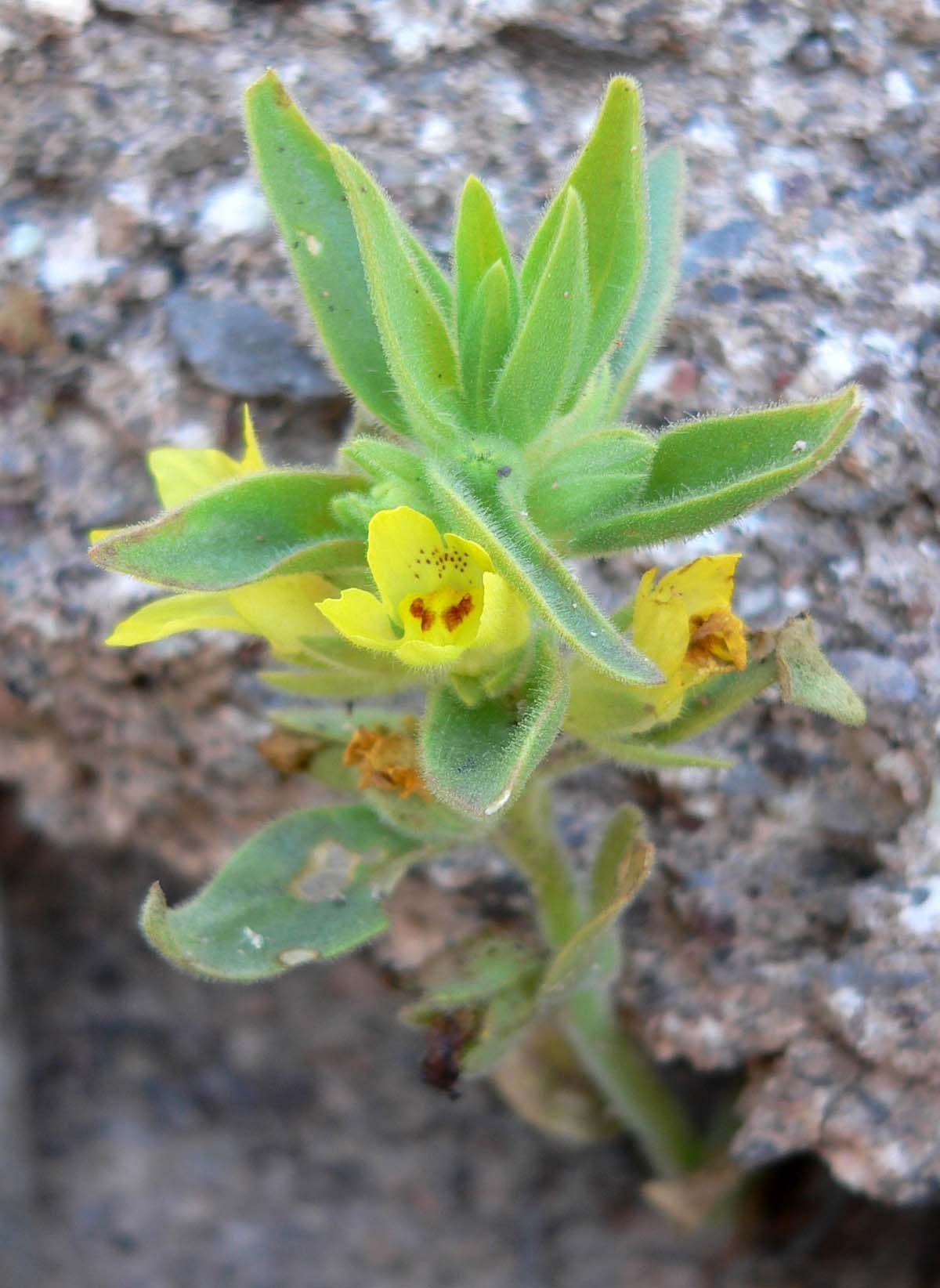
Tribus Antirrhineae: Mohavea breviflora

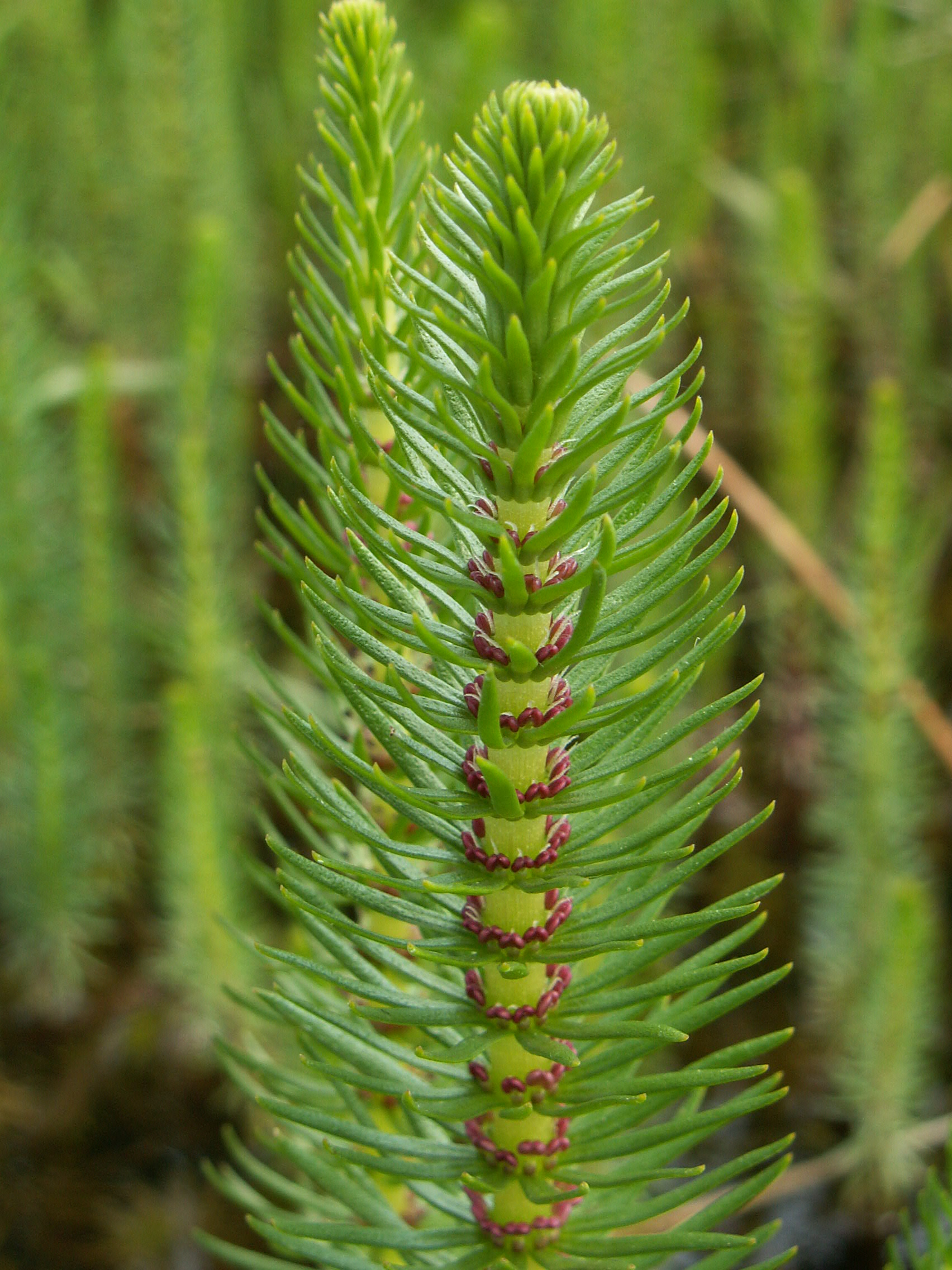
Tribus Callitricheae: Gewöhnlicher Tannenwedel (Hippuris vulgaris)

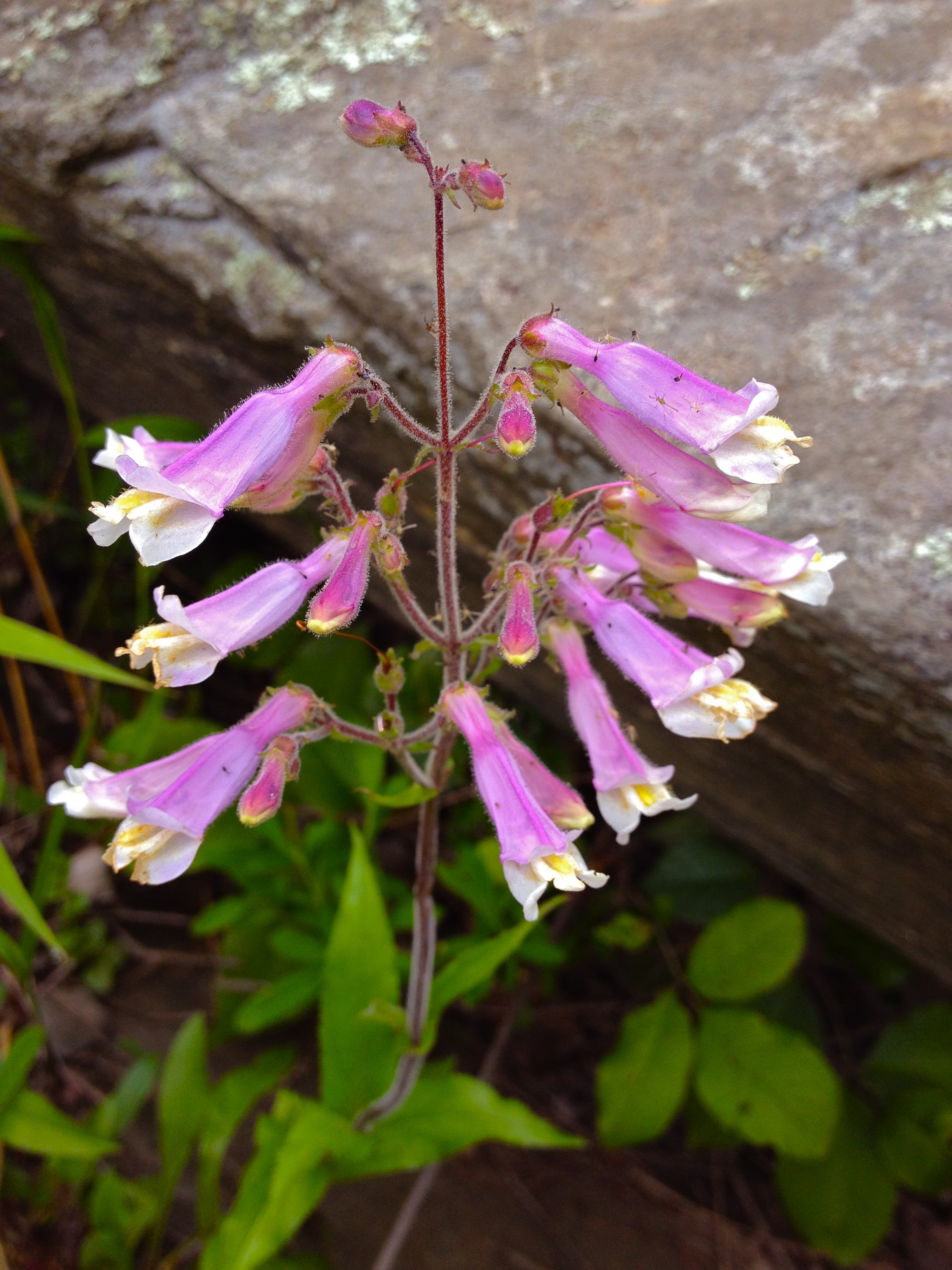
Tribus Cheloneae: Penstemon hirsutus

- Tribus Antirrhineae Dumort.: Sie enthält etwa 29 Gattungen:
  - Acanthorrhinum Rothm.: Die nur zwei Arten kommen in Spanien und Nordafrika vor.
  - Albraunia Speta: Die etwa drei Arten kommen in Südwestasien vor.
  - Lochschlund (Anarrhinum Desf.): Die etwa zwölf Arten kommen im Mittelmeerraum, von denen eine:
    - Gänseblümchen-Lochschlund (Anarrhinum bellidifolium (L.) Willd.) auch in Mitteleuropa (Rheinland-Pfalz) vorkommt.

  - Löwenmäuler (Antirrhinum L.): Die 20 bis 30 Arten sind in Nordamerika und im Mittelmeerraum verbreitet.
  - Gloxinienwinden (Asarina Mill.): Die bis zu 15 Arten sind in Nordamerika verbreitet und nur eine kommt in Europa vor:
    - Gloxinienwinde (Asarina procumbens Mill.): Sie kommt nur im nordöstlichen Spanien und in Südfrankreich vor.

  - Klaffmund (Chaenorhinum (DC.) Rchb.): Die etwa 20 Arten sind in Europa, im Mittelmeerraum und in Westasien verbreitet. Darunter:
    - Kleines Leinkraut (Chaenorhinum minus (L.) Lange)

  - Zimbelkräuter (Cymbalaria Hill): Die etwa zehn Arten sind in Westeuropa und dem Mittelmeerraum verbreitet.
  - Epixiphium (Engelm. ex A.Gray) Munz: Sie enthält nur eine Art:
    - Epixiphium wislizeni (Engelm. ex A.Gray) Munz: Sie kommt in Mexiko vor.

  - Galvezia Dombey ex Juss.: Die etwa fünf Arten sind von Kalifornien über Mexiko bis Ecuador und Peru verbreitet.
  - Gambelia Nutt.: Die etwa vier Arten sind von Kalifornien bis Mexiko verbreitet.
  - Holmgrenanthe Elisens: Sie enthält nur eine Art:
    - Holgrenanthe petrophila (Coville & C.V.Morton) Elisens: Sie kommt nur in Kalifornien vor.

  - Holzneria Speta: Die ein oder zwei Arten sind in Südwestasien verbreitet.
  - Howelliella Rothm.: Sie enthält nur eine Art:
    - Howelliella ovata (Eastw.) Rothm.: Sie kommt nur in Kalifornien vor.

  - Tännelkräuter (Kickxia Dum.): Die etwa 25 Arten sind von Europa über den Mittelmeerraum bis nach Indien verbreitet.
  - Lafuentea Lag.: Die etwa zwei Arten kommen in Spanien und Marokko vor.
  - Leinkräuter (Linaria Mill.): Die etwa 150 Arten gedeihen in dem gemäßigten Gebieten der Nordhalbkugel, besonders im Mittelmeerraum.
  - Lophospermum D.Don: Die etwa zehn Arten kommen hauptsächlich in Mexiko vor.
  - Mabrya Elisens: Die etwa sechs Arten sind von den südlichen USA bis Mexiko verbreitet.
  - Maurandella (A.Gray) Rothm.: Die bis zu drei Arten sind von den USA bis Mexiko verbreitet.
  - Maurandya Ortega: Die bis zu sechs Arten sind von Nordamerika bis Mexiko verbreitet.
  - Misopates Raf.: Die etwa zwei Arten sind in Eurasien und Afrika verbreitet.
  - Mohavea A. Gray: Die ein oder zwei Arten kommen in den südwestlichen USA vor.
  - Neogaerrhinum Rothm.: Die ein oder zwei Arten kommen in den südwestlichen USA vor.
  - Nuttallanthus D.A.Sutton: Die etwa vier Arten sind von Nord- über Zentral- bis Südamerika verbreitet.
  - Pseudorontium (A.Gray) Rothm.: Sie enthält nur eine Art:
    - Pseudorontium cyathiferum (Benth.) Rothm.: Sie kommt nur in Kalifornien vor.

  - Rhodochiton Zucc. ex Otto & A.Dietr.: Die etwa zwei Arten kommen in Mexiko vor.
  - Sairocarpus D.A.Sutton: Die bis zu zwölf Arten sind hauptsächlich in Nordamerika verbreitet.
  - Schweinfurthia L.: Die bis zu sechs Arten sind von Nordafrika bis Indien verbreitet.
- Tribus Callitricheae Dumort.: Sie enthält nur zwei Gattungen und bis zu 41 Arten:
  - Wassersterne (Callitriche L.): Die 25 bis 40 Arten sind fast weltweit verbreitet.
  - Tannenwedel (Hippuris L.): Die nur zwei Arten sind in Gewässern in den gemäßigten Gebieten hauptsächlich der Nordhalbkugel weitverbreitet, darunter:[4][5]
    - Gewöhnlicher Tannenwedel (Hippuris vulgaris L.)
- Tribus Cheloneae Benth.: Sie enthält etwa neun Gattungen: Tribus Cheloneae: Penstemon triflorus

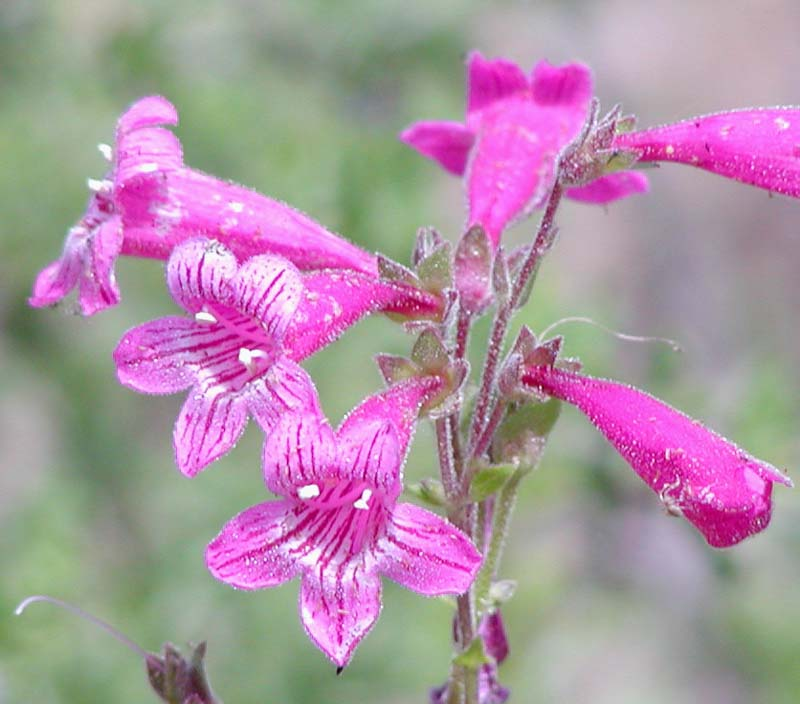
Tribus Cheloneae: Penstemon triflorus

  - Brookea Benth.: Die etwa vier Arten kommen nur auf Borneo vor.
  - Schildblumen, auch Schlangenkopf genannt (Chelone L.): Die etwa fünf Arten sind in Nordamerika verbreitet.
  - Chionophila Benth.: Die etwa zwei Arten kommen nur in den Rocky Mountains vor.
  - Collinsia Nutt.: Die etwa 20 Arten sind in Nordamerika verbreitet.
  - Keckiella Straw: Die etwa sieben Arten sind in Nordamerika verbreitet.
  - Nothochelone (A.Gray) Straw: Sie enthält nur eine Art:
    - Nothochelone nemorosa (Douglas ex Lindl.) Straw: Sie kommt im westlichen Nordamerika vor.

  - Bartfaden (Penstemon Schmidel, inklusive Pennellianthus Crosswh.): Die etwa 250 Arten sind in Nordamerika und im nordöstlichen Asien verbreitet.
  - Tonella Nutt. ex A.Gray: Die etwa zwei Arten sind im westlichen Nordamerika verbreitet.
  - Uroskinnera Lindl.: Die etwa vier Arten sind von Mexiko bis Mittelamerika verbreitet.

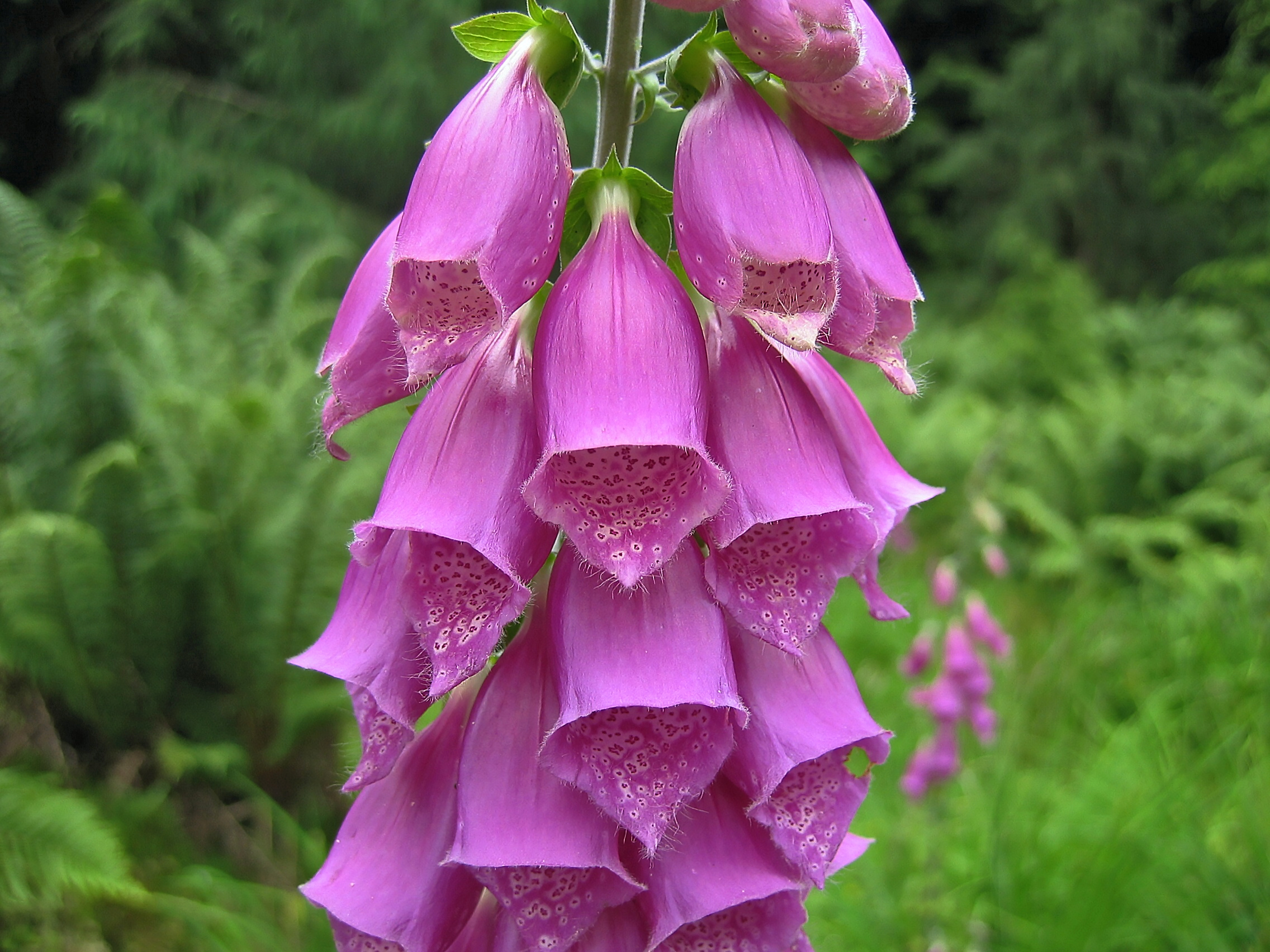
Tribus Digitalideae: Roter Fingerhut (Digitalis purpurea)

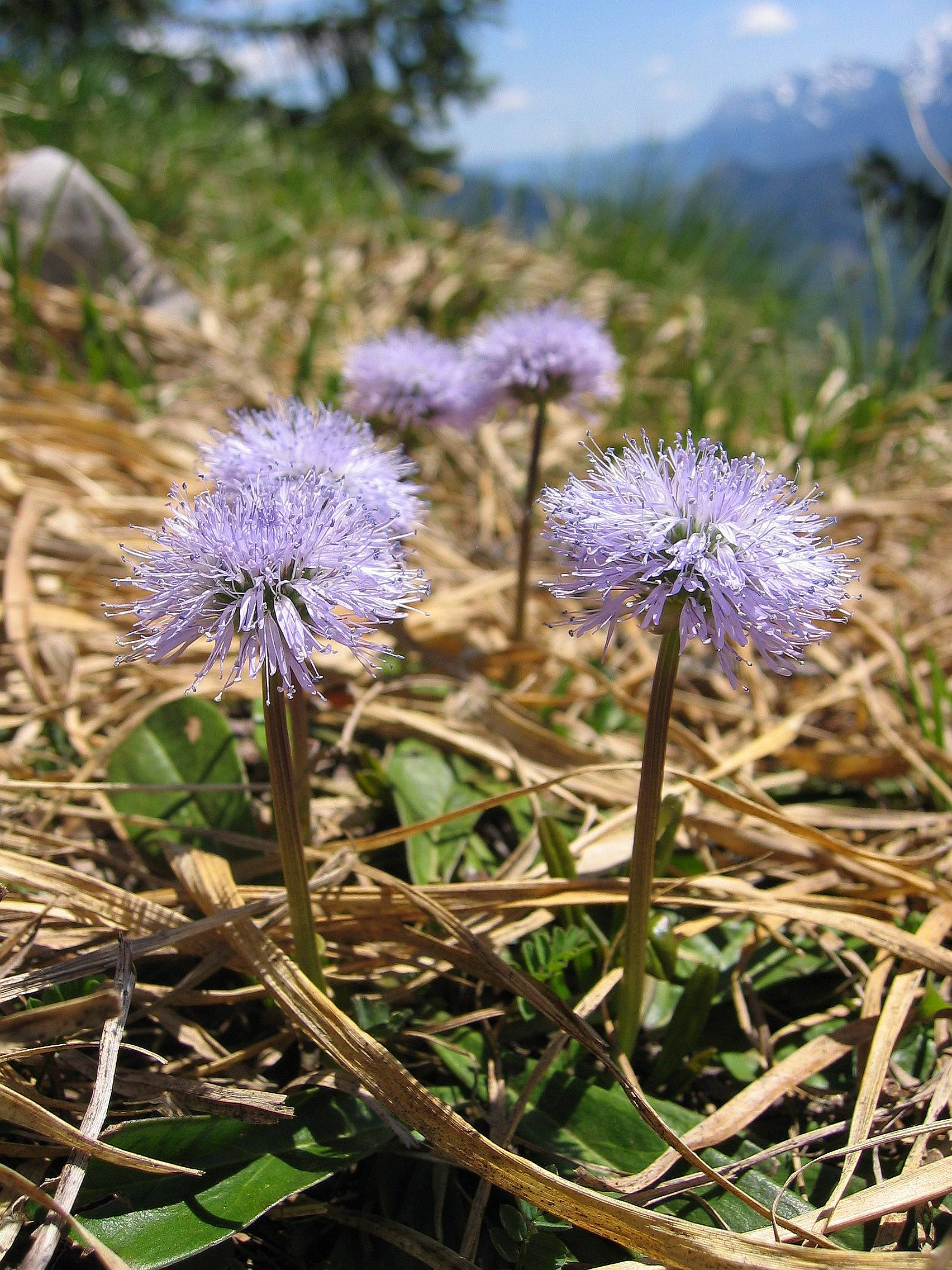
Tribus Globularieae: Nacktstängelige Kugelblume (Globularia nudicaulis)

- Tribus Digitalideae Dumort.: Sie enthält drei Gattungen:
  - Fingerhüte (Digitalis L.) : Die etwa 18 Arten sind von Europa bis Zentralasien verbreitet.
  - Alpenbalsam (Erinus L.): Die etwa zwei Arten kommen ursprünglich in Nordafrika, in den Pyrenäen und in den Alpen vor.
  - Isoplexis (Lindl.) Loudon (manchmal in Digitalis eingeschlossen): Die zwei oder drei Arten sind in Makaronesien verbreitet.

- Tribus Globularieae Rchb.: Sie enthält drei Gattungen:
  - Campylanthus Roth: Die etwa 17 Arten sind in Makaronesien, im nordöstlichen Afrika und am Persischen Golf verbreitet.
  - Kugelblumen (Globularia L.): Die 20 bis 25 Arten sind in Europa, Kleinasien auf den Kanaren und auf den Kapverdischen Inseln verbreitet.
  - Poskea Vatke: Die etwa zwei Arten kommen nur in Somalia und auf Sokotra vor.

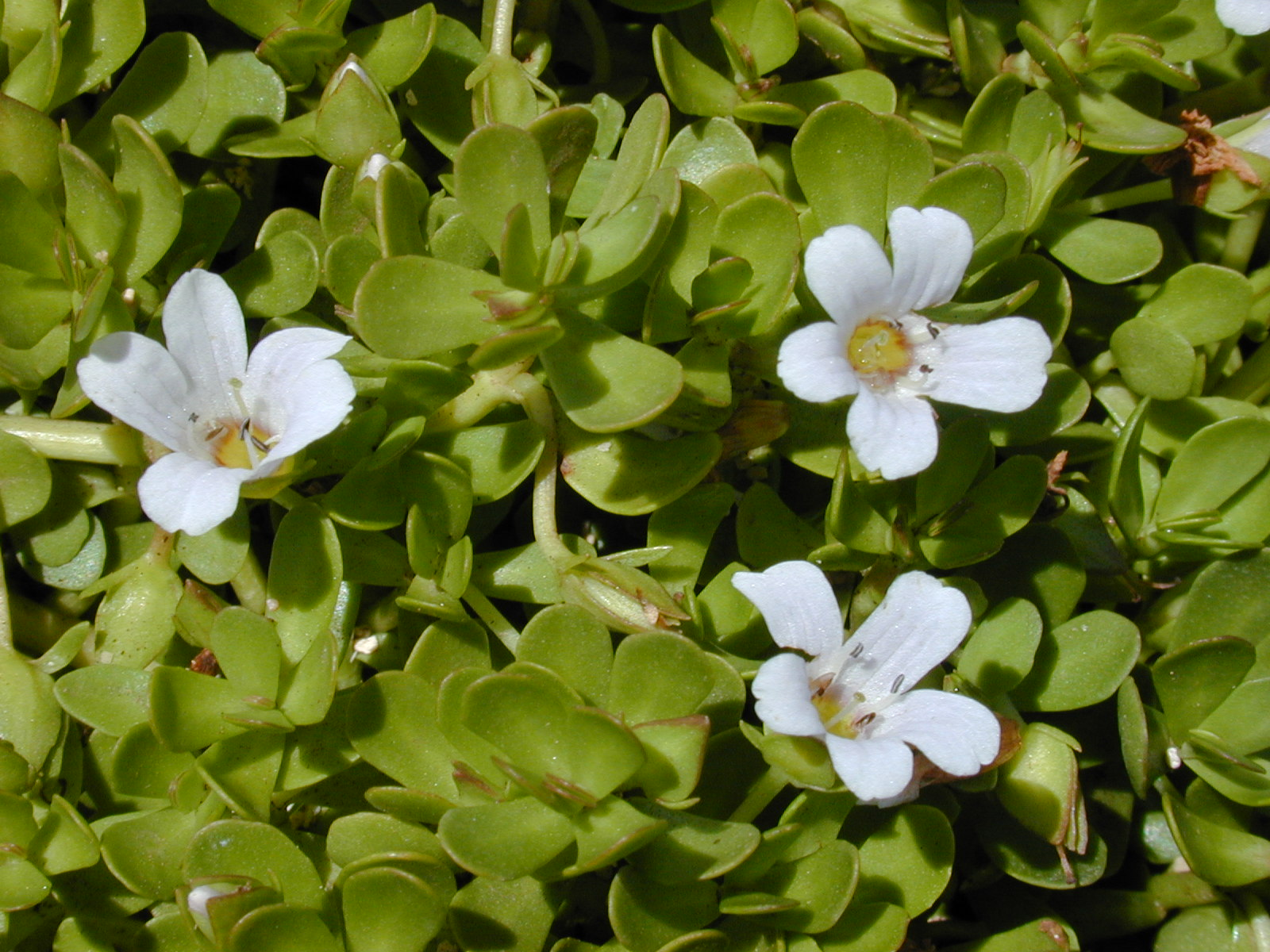
Tribus Gratioleae: Kleines Fettblatt (Bacopa monnieri)

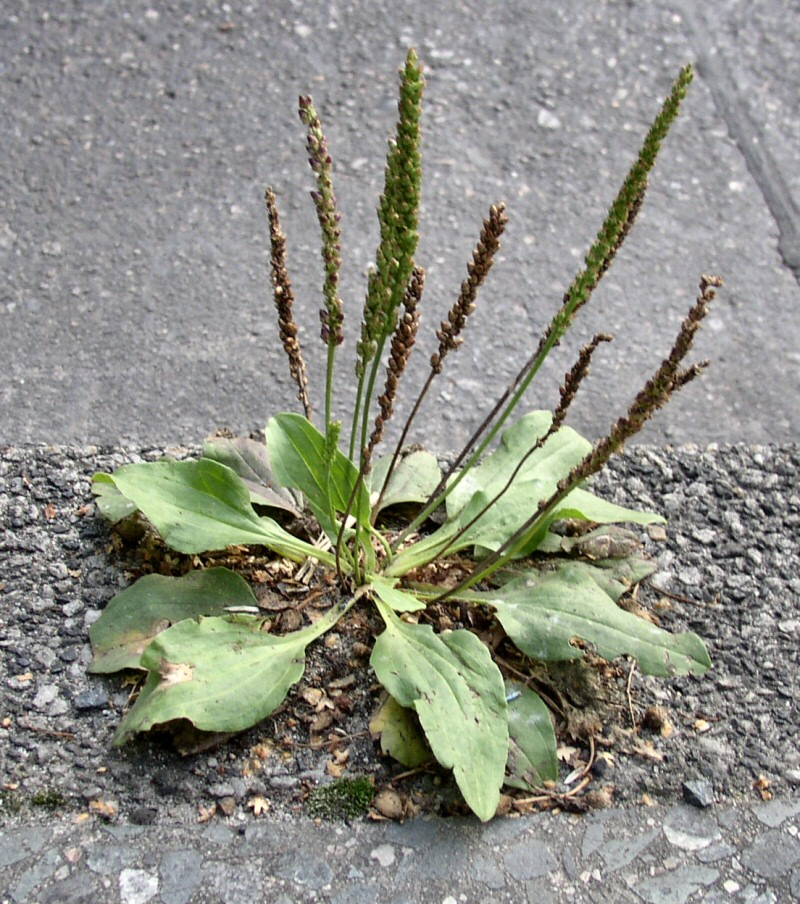
Tribus Plantagineae: Breitwegerich (Plantago major)

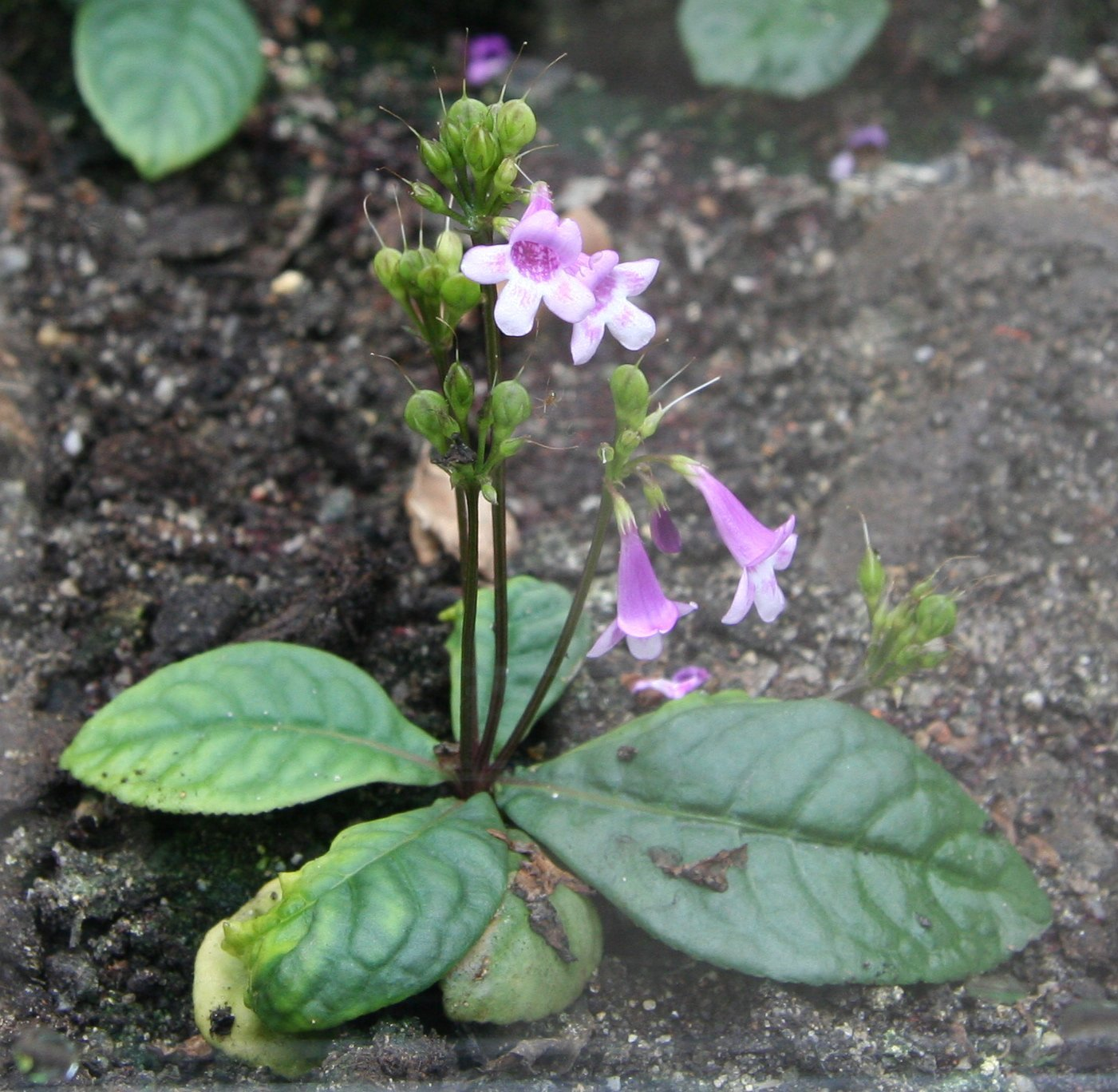
Tribus Russelieae: Tetranema roseum

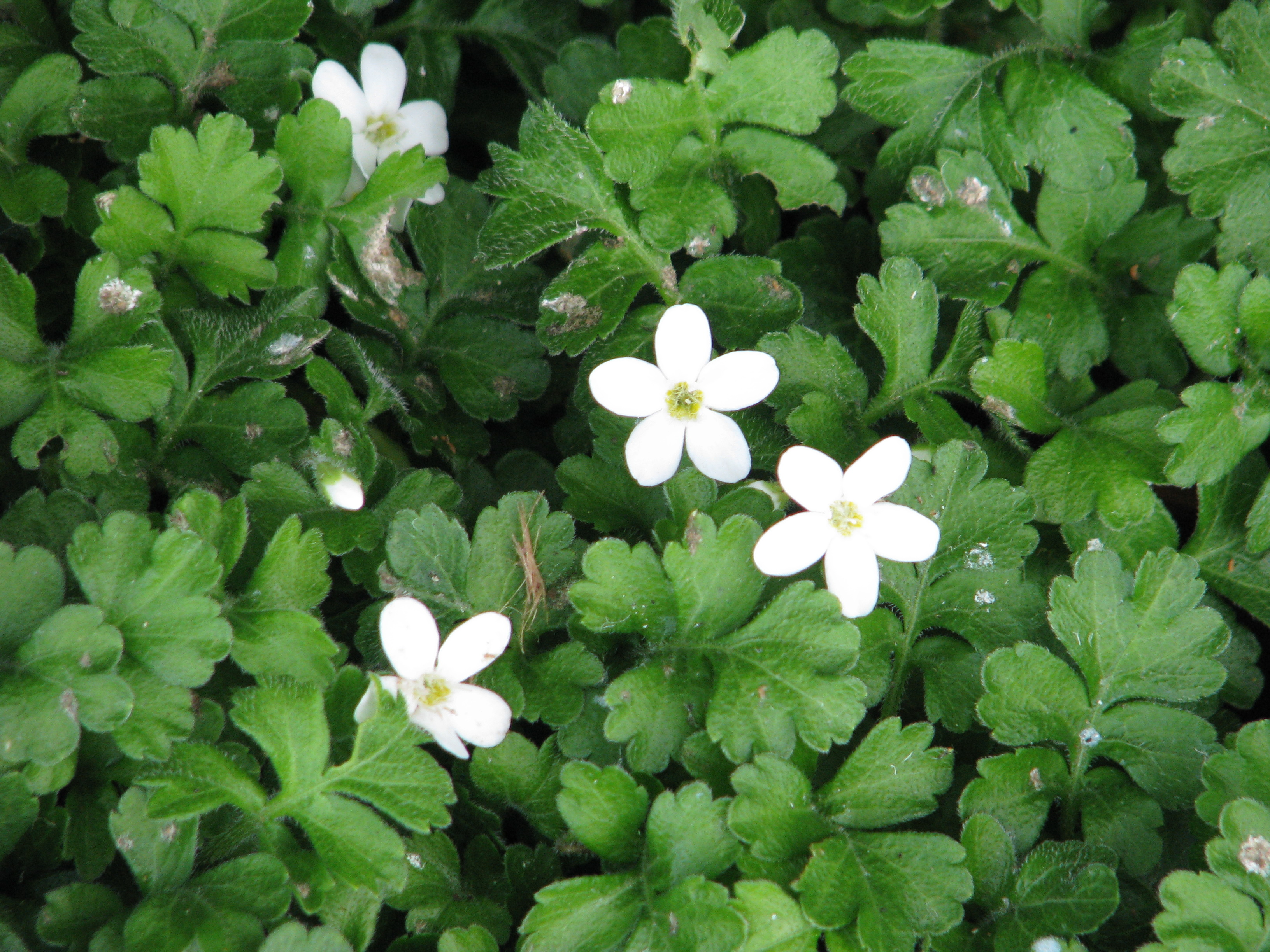
Tribus Sibthorpieae: Ellisiophyllum pinnatum

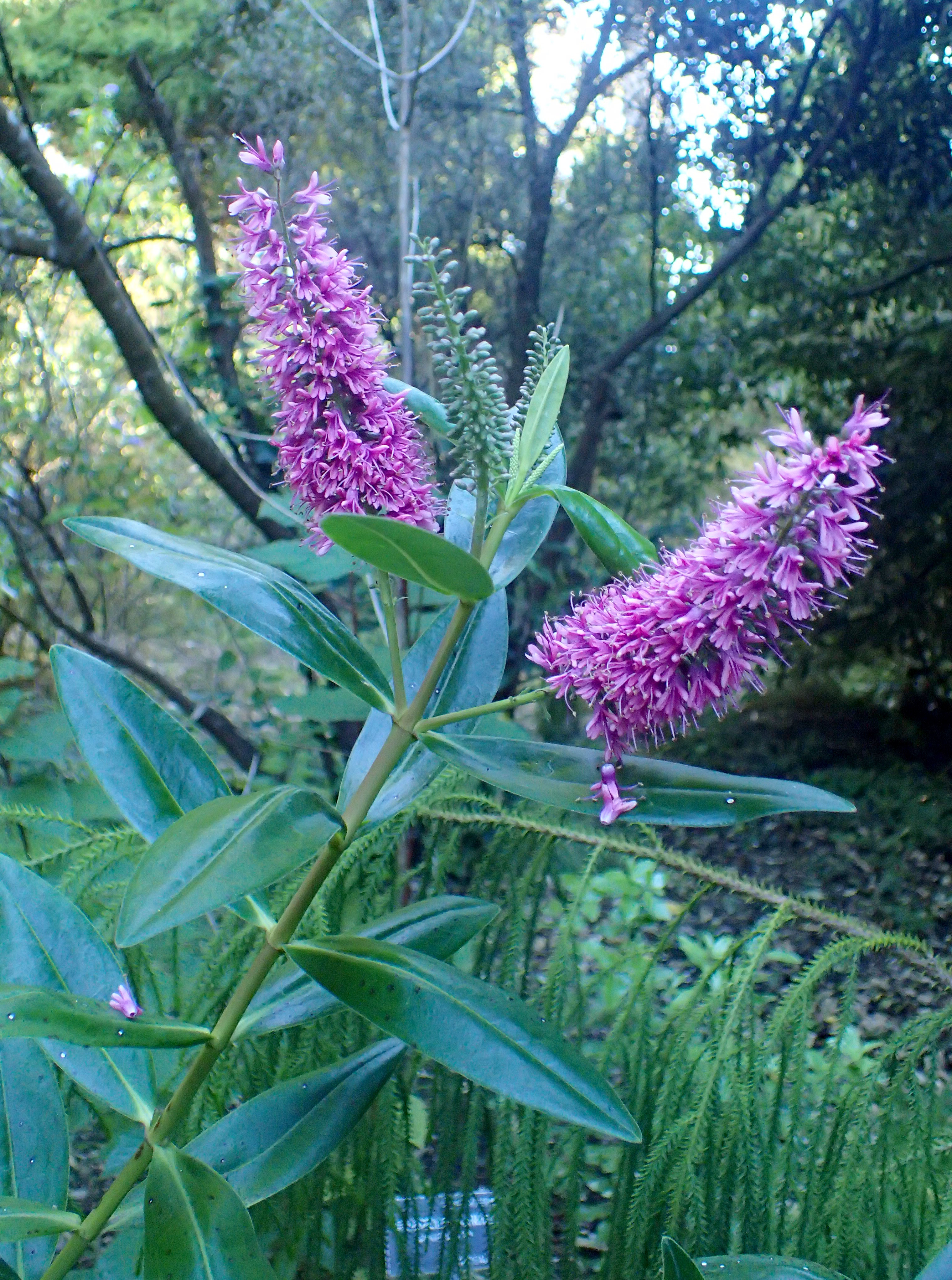
Tribus Veroniceae: Veronica speciosa

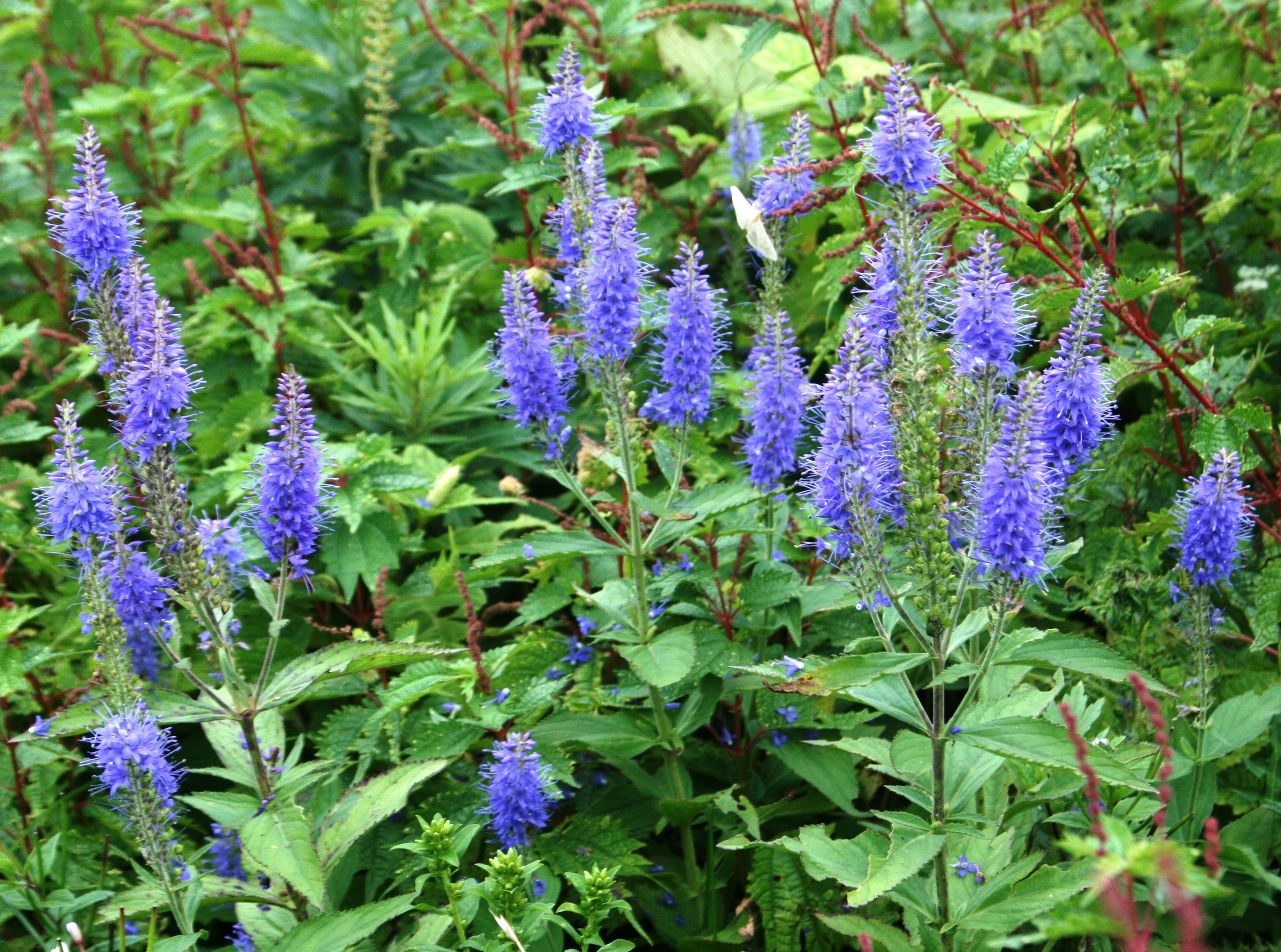
Tribus Veroniceae: Veronica subsessilis

- Tribus Gratioleae Benth. Sie enthält 16 bis 40 Gattungen mit etwa 320 Arten, die fast weltweit vorkommen, mit einem Schwerpunkt in der Neotropis und angrenzenden gemäßigten Gebieten.[6]:
  - Achetaria Cham. & Schltdl.: Die etwa sieben Arten sind in der Neotropis verbreitet.
  - Adenosma R.Br.: Die 15 bis 27 Arten sind in Asien und Australien verbreitet.
  - Fettblätter (Bacopa Aubl.; inklusive Brami Adans., Bramia Lam., Herpestis Gaertn., Hydranthelium Kunth, Macuillamia Raf., Moniera P.Browne, Monocardia Pennell, Sinobacopa D.Y.Hong): Die etwa 60 Arten sind hauptsächlich in der Neuen Welt verbreitet.
  - Benjaminia Mart. ex Benj.: Sie enthält nur eine Art:
    - Benjaminia reflexa (Benth.) D’Arcy: Sie ist in der Neuen Welt verbreitet.

  - Boelckea Rossow: Es ist eine monotypische Gattung mit der einzigen Art:
    - Boelckea beckii Rossow: Die Heimat ist Bolivien.

  - Braunblanquetia Eskuche: Sie enthält nur eine Art:
    - Braunblanquetia littoralis Eskuche: Sie kommt in Argentinien vor.

  - Capraria L.: Die drei bis sieben Arten sind in der Neuen Welt verbreitet.
  - Cheilophyllum Pennell ex Britton: Die etwa acht Arten sind in Zentralamerika verbreitet.
  - Conobea Aubl.: Die etwa sieben Arten sind in der Neuen Welt verbreitet.
  - Darcya B.L.Turner & C.C.Cowan: Die etwa drei Arten sind in Zentral- und Südamerika verbreitet.
  - Deinostema T.Yamaz.: Die etwa zwei Arten sind in Ostasien verbreitet.
  - Dizygostemon (Benth.) Radlk. ex Wettst.: Die etwa zwei Arten sind in Brasilien verbreitet.
  - Dodartia L.: Sie enthält nur eine Art:
    - Dodartia orientalis L.: Sie ist im südlichen Russland und in Westasien verbreitet.

  - Dopatrium Buch.-Ham. ex Benth.: Die 12 bis 14 Arten sind in den Tropen verbreitet.
  - Fonkia Phil.: Sie enthält nur eine Art:
    - Fonkia uliginosa Phil.: Sie kommt in Chile vor.

  - Geochorda Cham. & Schltdl.: Sie enthält nur eine Art:
    - Geochorda glechomoides (Spreng.) Kuntze: Sie in kommt Südamerika vor.

  - Gnadenkräuter (Gratiola L.): Inklusive Amphianthus Torr., Sophronanthe Benth., Tragiola Small & Pennell: Es gibt etwa 25 Arten.
  - Hydrotriche Zucc. (Wasserhaar): Die ein bis vier Arten kommen in Madagaskar vor.
  - Ildefonsia Gardner: Sie enthält nur eine Art:
    - Ildefonsia bibracteata Gardner: Sie kommt in Brasilien vor.

  - Leucospora Nutt.: Sie enthält nur eine Art:
    - Leucospora multifida (Michx.) Nutt.: Sie kommt im östlichen Nordamerika vor.

  - Limnophila R.Br.: Die 5 bis 36 Arten sind in den Tropen verbreitet (einige Arten wie Limnophila aromatica werden Sumpffreund genannt und als Aquarienpflanzen verwendet[7]).
  - Maeviella Rossow: Es ist eine monotypische Gattung mit der einzigen Art:
    - Maeviella cochlearia (Huber) Rossow: Sie kommt in Brasilien vor.

  - Mecardonia Ruiz & Pav.: Die 10 bis 15 Arten sind in der Neuen Welt verbreitet.
  - Otacanthus Lindl.: Die drei bis vier Arten sind in Brasilien verbreitet.
  - Philcoxia P.Taylor & V.C.Souza: Die etwa drei Arten sind in Brasilien verbreitet.[8]
  - Schistophragma Benth. ex Endl.: Die etwa vier Arten sind in der Neuen Welt verbreitet.
  - Schizosepala G.M.Barroso: Es ist eine monotypische Gattung mit der einzigen Art:
    - Schizosepala glandulosa G.M.Barroso: Sie ist im Mato Grosso in Brasilien beheimatet.

  - Scoparia L.: Die 10 bis 20 Arten sind in der Neotropis verbreitet.
  - Stemodia L. (Inklusive Chodaphyton Minod, Lendneria Minod, Morgania R.Br., Poarium Desv. ex Ham.): Die 30 bis 35 Arten sind in der Neotropis verbreitet.
  - Tetraulacium Turcz.: Sie enthält nur eine Art:
    - Tetraulacium veroniciforme Turcz.: Sie kommt in Brasilien vor.
- Tribus Hemiphragmeae Wall.: Sie enthält nur eine monotypische Gattung:
  - Hemiphragma Wall.: Sie enthält eine Art:
    - Hemiphragma heterophyllum Wall.: Sie kommt vom Himalaja bis Assam vor.
- Tribus Plantagineae Dumort.: Sie enthält zwei bis drei Gattungen:
  - Aragoa Kunth: Die 5 bis 19 Arten gedeihen in den Anden.
  - Littorella P.J.Bergius: Von den etwa drei Arten kommen zwei in Amerika und eine kommt in Europa vor; diese letztere ist der Strandling (Littorella uniflora (L.) Asch.), der manchmal zu Plantago gestellt wird.
  - Wegeriche (Plantago L.): Die etwa 275 Arten weltweit verbreitet; manchmal inklusive Littorella.
- Tribus Russelieae Pennell: Sie enthält nur zwei Gattungen:
  - Russelia Jacq.: Die etwa 52 Arten sind in der Neotropis verbreitet.
  - Tetranema Benth.: Die etwa drei Arten sind in Zentralamerika verbreitet.
- Tribus Sibthorpieae Benth.: Sie enthält nur zwei Gattungen:
  - Ellisiophyllum Maxim.: Sie enthält nur eine Art:
    - Ellisiophyllum pinnatum (Wall. ex Benth.) Makino: Sie ist von Indien über China und die Philippinen bis Japan und Neuguinea verbreitet.

  - Sibthorpia L.: Die zwei bis fünf Arten kommen in Amerika, Afrika, Europa und Makaronesien vor.
- Tribus Veroniceae Duby: Sie enthält je nach Umfang der Gattung Veronica 9 bis 16 Gattungen:[9]
  - Kashmiria D.Y.Hong (Syn.: Falconeria Hook f., Wulfenia auct. non Jacq.): Sie enthält nur eine Art:[9]
    - Kashmiria himalaica (Hook. f.) D.Y.Hong: Sie kommt im Himalaja vor.[9]

  - Lagotis Gaertn.: Die etwa 20 Arten kommen in Asien vom Kaukasusraum bis Zentralchina und in Osteuropa vor.
    - Lagotis uralensis Schischk.: Sie kommt in der Gebirgstundra des Urals endemisch vor.

  - Mänderle (Paederota L.): Die nur zwei Arten[9] kommen in Südeuropa und den Alpen vor.
  - Picrorhiza Royle ex Benth. (inklusive Neopicrorhiza D.Y.Hong): Die etwa zwei Arten kommen in Südasien vor.
  - Scrofella Maxim.: Sie enthält nur eine Art:[9]
    - Scrofella chinensis Maxim.: Sie gedeiht auf Wiesen in Höhenlagen von 2800 bis 3900 Metern in den chinesischen Provinzen südöstliches Gansu, östliches Qinghai und in Sichuan (nur in Barkam Xian sowie Songpan Xian).[10]

  - Ehrenpreis (Veronica L., Syn.: Besseya Rydb., Detzneria Schltr. ex Diels, Hebe Comm. ex Juss., Paederotella (E.Wulff) Kem.-Nath., Parahebe W.R.B. Oliv., Pseudolysimachion Opiz, Synthyris Benth.): Diese Gattung im weiteren Sinne wird in Untergattungen gegliedert und enthält etwa 450 Arten.[11][9]
  - Veronicastrum Heist. ex Fabr.: Die bis zu 13 Arten sind in Asien und in Nordamerika verbreitet.
    - Veronicastrum virginicum (L.) Farw.: Aus dem südöstlichen Kanada und den mittleren bis östlichen USA.

  - Wulfenien (Wulfenia Jacq.): Etwa zwei Arten kommen in Südosteuropa, eine Art in Kleinasien und etwa drei Arten in Nordamerika vor.
  - Wulfeniopsis D.Y.Hong: Sie enthält nur eine Art oder zwei Arten:[9]
    - Wulfeniopsis amherstiana (Benth.) D.Y.Hong: Sie kommt nur im westlichen Himalaja vor.